# Call of Duty: United Offensive
Call of Duty: United Offensive је пуцачина из првог лица са тематиком Другог светског рата и представља експанзију првог издања Call of Duty. Игра је изашла у продају 14. септембра 2004. године. Развио ју је Греј матер интерактив, а објавио Активижн.

## Игра и кампање
Као и у претходној верзији, играте са три водеће армије у Другом светском рату: америчком, британском и совјетском. Од сваке кампање, постоје по четири мисије, сем руске у којој се јавља пет мисија. Сва оружја из овог серијала су потпуно иста као и из претходног. Разлика је у томе што је доста мањи број мисија, које имају донекле дужи временски интервал трајања. Почињете без тренинга, што је још једна разлика у односу на прву серију. Прва капмпања је америчка, као и у првој серији. Играте под ликом десетара Скота Рајлија, а предводе вас капетан Фоли и водник Моди као и у првом делу. Кроз америчку кампању, слично као и првом делу, ослобађате територије западне Европе под немачком окупацијом. У другој, британској кампањи, под карактером водника Џејмса Дојла, учествујете прво као пилот, који управља авионом и уништава немачке непријатељске авионе. Када бива порушен, доспева на територији Холандије, где са неколицином локалног побуњеног холандског становништва уништава околне немачке базе као и мост преко ког Немци врше транспорт оружја. У наставку кампање (под истим карактером) уништавате немачке положаје на Сицилији као члан британских командоса, које предводи Мајор Инграм, који је познат из првог серијала, као заробљеник у немачком логору ког су ослободили Американци. У последњој, руској кампањи, ослобађате територије Совјетског Савеза у околини града Курска, а затим и територије источне Европе, под карактером војника Јури Петренка, припадника Црвене армије, коју током мисија предводи водник Антонов. У овој кампањи, учествујете у познатој тенковској бици код Курска, као лик који управља тенком. У последњој мисији, улазите у пољски град Краков, где држите отпор немачке војске све док не стигне појачање, где се завршавају кампања и игра.

## Мултиплејер
Мултиплејер за Call of Duty: United Offensive је доста сличан претходној верзији, с тим што се укључују неке нове стазе и нове опције у игри као нпр. : мисија где морате да украдете непријатељску заставу из средишта противничке територије и да је успешно пренесете у средиште своје територије, с тим што противник може исто да уради са вашом заставом. Постоје и нове мисије у којима тим за кога корисник игра мора да доминира што више мапом да би однео победу. У мултиплејеру су такође укључене и мисије где морате да уништите непријатељску базу са тешком машинеријом (попут тенкова и артиљерије). Да би се инсталирао Call of Duty:United Offensive, претходно је потребно имати прву серију Call of Duty инсталирану.